# 羅斯林代爾
羅斯林代爾（英語：Roslindale）是位於美國麻薩諸塞州沙福克縣波士顿的一個街區。

## 地理
羅斯林代爾所處的海拔為高於海平面16米（即52英呎），而該地所採用的時區為UTC-5，即北美东部時區（EST）。同時該地設有夏令時間，為UTC-5調快一小時，即UTC-4（EDT）。